# 孙丹
孙丹（1986年9月4日—），中国女子体操运动员。她在2008年北京夏季奥林匹克运动会中，参加了女子艺术体操比赛并获得团体全能银牌。退役后成为教练，并在2024年巴黎奥运会艺术体操比赛中率中国队（郭崎琪、郝婷、黄张嘉洋、王澜静、丁欣怡）获得集体全能冠军。